# Erik Masoero
Erik Masoero (Turín, 2 de enero de 1976) es un deportista italiano que compitió en piragüismo en la modalidad de eslalon. Ganó una medalla de bronce en el Campeonato Mundial de Piragüismo en Eslalon de 2007 y una medalla de bronce en el Campeonato Europeo de Piragüismo en Eslalon de 2008, ambas en la prueba de C2 individual.

## Palmarés internacional
| Campeonato Mundial | Campeonato Mundial     | Campeonato Mundial | Campeonato Mundial |
| Año                | Lugar                  | Medalla            | Competición        |
| ------------------ | ---------------------- | ------------------ | ------------------ |
| 2007               | Foz do Iguaçu (Brasil) | Medalla de bronce  | C2 individual      |
| Campeonato Europeo |                        |                    |                    |
| Año                | Lugar                  | Medalla            | Competición        |
| 2008               | Cracovia (Polonia)     | Medalla de bronce  | C2 individual      |